# Tan Hoan Liong
Tan Hoan Liong (Bogor, 20 augustus 1938 - september 2009) was een Indonesisch schaker. Hij was de eerste Indonesische schaakkampioen van Nederland in 1961.
Tan, geboren in een middenklassengezin, bracht zijn jeugd door met dienstmeisjes en kreeg onderwijs van een gouvernante. Zijn opa was eigenaar van een handelsonderneming; zijn vader was belast met de dagelijkse leiding. Hij heeft twee oudere broers, is dol op Monopoly en kaartspelletjes maar heeft een teruggetrokken houding naar anderen. Als hij vijf is, komt hij door zijn oudere broer Boen Tan in aanraking met het schaakspel. In 1952 verhuist de familie naar Bandung, alwaar Tan Hoan Liong lid wordt van de lokale schaakclub. De openingsboeken van Max Euwe wekken zijn grote interesse.
In 1956 komt hij samen met zijn ouders naar Nederland en begint een studie actuariaat aan de Gemeentelijke Universiteit Amsterdam. Zijn studie vlot niet erg, zijn schaakprestaties des te meer. In april 1957 staat hij voor de eerste keer in een wedstrijdverslag in De Band, het tijdschrift van de Amsterdamse Schaakbond. In november van datzelfde jaar staat hij voor het eerst in het Tijdschrift van de KNSB. Daarop volgen meer vermeldingen; vaak als toernooiwinnaar. Hij wordt lid van VAS te Amsterdam. Hans Bouwmeester wordt gevraagd om hem te trainen, maar alras blijkt zijn leerling minstens gelijkwaardig aan hem.
In 1960 behaalde hij vanwege zijn goede score een gouden medaille bij de schaakolympiade te Leipzig, waar hij uitkwam voor Indonesië. Tan werd met Moshe Czerniak gedeeld eerste op het IBM-schaaktoernooi in Amsterdam in 1962. In 1963 kreeg hij op grond van zijn resultaten in het Hoogoventoernooi van dat jaar de titel internationaal meester.
Tan behaalde ook een dan in het bordspel Go.
In 1958 spelen mentale problemen hem parten; hij laat verstek gaan bij zowel de hoofdklassecompetitie, het NK en het zonetoernooi in Djakarta. Tan lijdt aan een psychische aandoening. Na enkele fietsendiefstallen komt hij in aanraking met justitie. Na een medische evaluatie wordt hij overgebracht naar een psychiatrische kliniek in Santpoort. Er waren sterke aanwijzingen dat hij aan schizofrenie leed (zijn artsen kregen inzage in zijn dagboeken). Eind 1963 komen zijn ouders naar Nederland om hem mee terug te nemen naar Indonesië. Daar krijgt hij behandeling, woont in bij zijn ouders en verricht af en toe administratieve werkzaamheden voor de onderneming van zijn vader. Maar ging hij alleen wandelen, dan volgde een bediende in zijn kielzog om te verhinderen dat hij de weg kwijtraakte.
Toen zijn ouders waren gestorven, ging hij terug naar Bogor en betrok een voor hem door zijn familie gebouwd huis. Een bevriend echtpaar zorgde voor hem. Na zijn terugkeer in zijn vaderland schaakte hij slechts sporadisch. Nu en dan vereerde hij zijn oude schaakclub met een bezoek en af en toe gaf hij een simultaan aan jongere schaakspelers. Voor hem was schaken geen beroep, maar een hobby.
Tan Hoan Liong overleed in september 2009: tijdens het nuttigen van een maaltijd stikte hij in zijn eten.

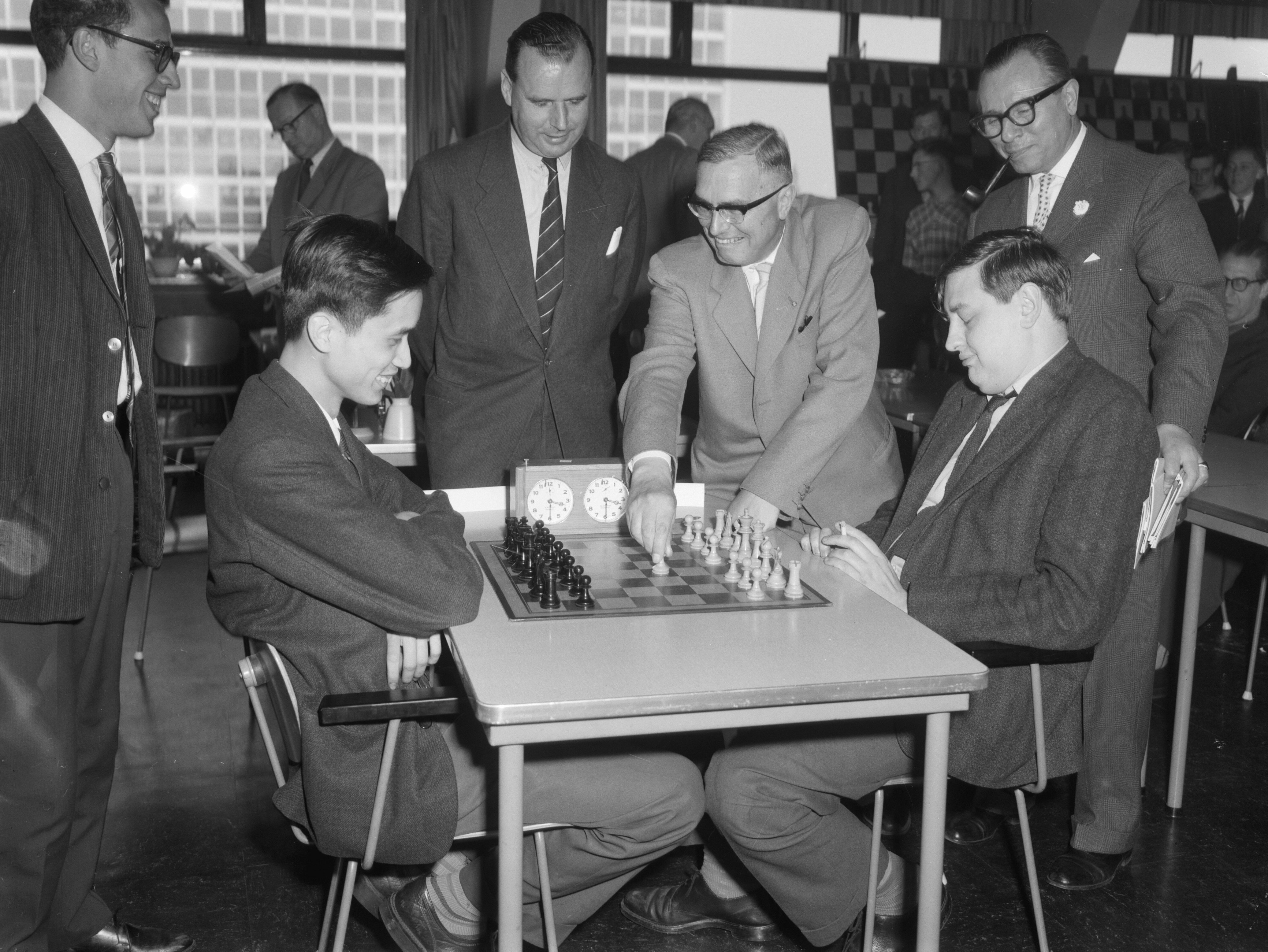
Tan verslaat Donner (NK 1961); Euwe doet eerste zet
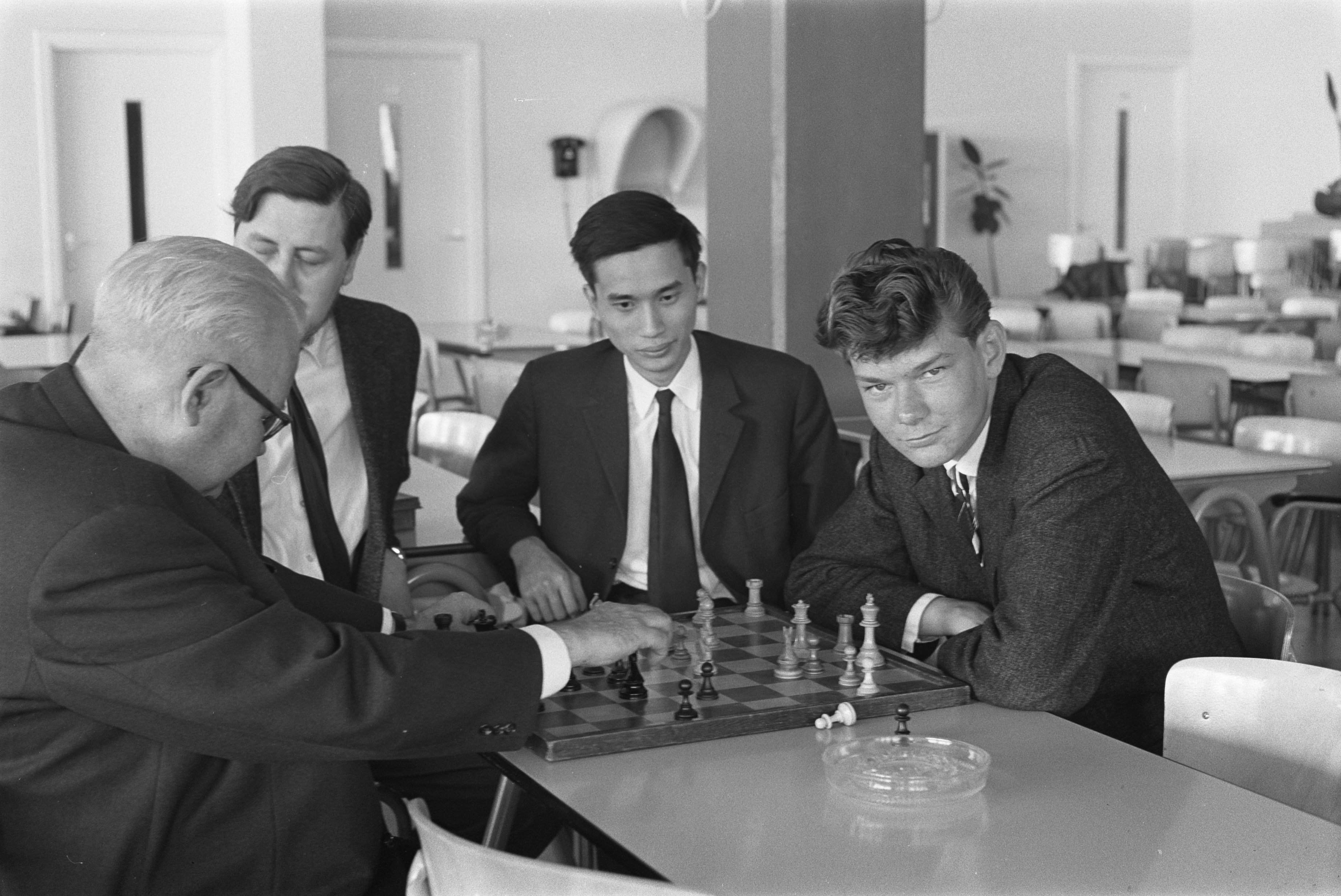
Ludwig Rellstab, Hein Donner, Tan & Rob Hartoch (IBM, 1962)
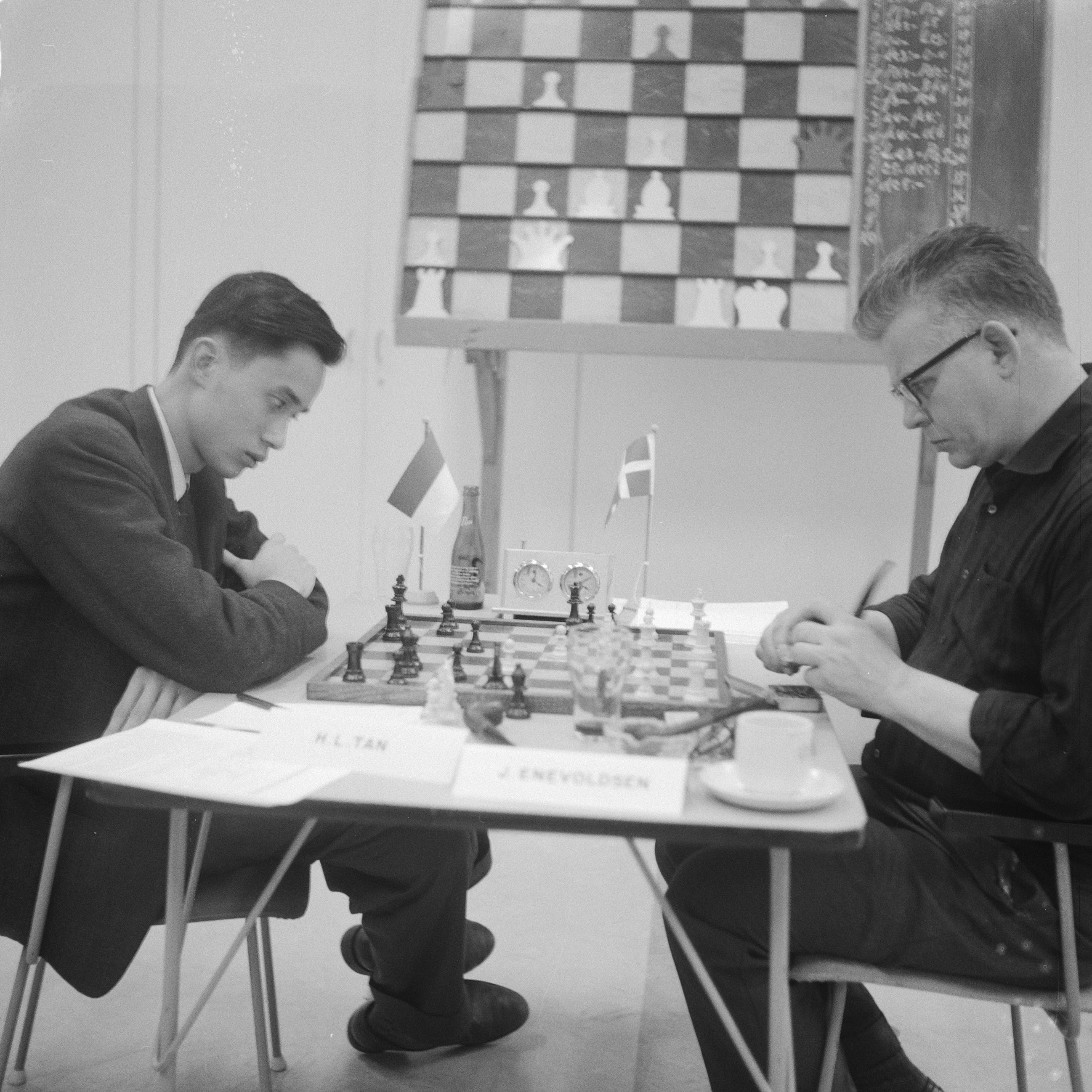
Tan vs. Jens Enevoldsen (IBM, 1961)